# 27 juillet 1949
Le mercredi 27 juillet 1949 est le 208e jour de l'année 1949.

## Naissances
- Alicia Castro, diplomate argentine
- André Dupont, hockeyeur sur glace canadien
- Christiane Saint-Pierre, écrivaine et dramaturge acadienne
- Hiroshi Katsuno, acteur japonais
- Jérôme Jaffré, analyste politique français
- Jah Stitch (mort le 28 avril 2019), musicien jamaïcain
- Jaroslav Brabec (mort le 20 mai 2018), athlète tchécoslovaque, spécialiste du lancer du poids
- Jean-Louis Trévisse (mort le 12 décembre 1998), artiste français
- Marc Selis (mort le 1 septembre 2019), joueur belge de Scrabble
- Maury Chaykin (mort le 27 juillet 2010), acteur canadien
- Nathalie de T'Serclaes, femme politique belge
- Pierre Grandmaison, compositeur et organiste canadien
- Pierre Tougas, peintre canadien
- Rick Kessell, hockeyeur sur glace canadien
- Takuo Yuasa, chef d'orchestre, pianiste, flûtiste et clarinettiste
- Vladan Batić (mort le 29 décembre 2010), avocat et homme politique serbe
- Yiánnos Papantoníou, homme politique grec

## Décès
- Howard Andrew Knox (né le 7 mars 1885), médecin américain
- Jean Roumilhac (né le 2 novembre 1892), industriel, pacifiste, libertaire et franc-maçon français
- Peter Purves Smith (né le 26 mars 1912), peintre australien
- Vince Dundee (né le 22 octobre 1907), boxeur américain

## Événements
- France : ratification du pacte Atlantique par l’Assemblée nationale.
- Premier vol du De Havilland DH.106 Comet, premier appareil à réaction destiné au transport civil.